# 홍성고등학교
홍성고등학교(洪城高等學校)는 대한민국 충청남도 홍성군 홍북읍 신경리에 있는 공립 고등학교이다.

## 학교 연혁
- 1941년 3월 26일 : 홍성공립중학교 설립 인가(6년제 5학급)
- 1941년 4월 11일 : 홍성공립 중학교 개교식
- 1951년 8월 31일 : 홍성고등학교 설립 인가(3년제 15학급)
- 1951년 9월 28일 : 홍성고등학교 개교식
- 1978년 6월 28일 : 학생 체육관(건평 325평) 준공
- 1981년 12월 11일 : 홍성고등학교부설 방송통신고등학교 설립 인가(24학급)
- 1982년 3월 14일 : 방송통신고등학교 개교식
- 1992년 8월 5일 : 학급 감축 인가 (24학급)
- 1992년 10월 22일 : 기숙사(용문정사) 개관
- 2001년 10월 27일 : 기숙사(우정학사) 개관
- 2007년 10월 24일 : 교육정보관(한빛관) 개관
- 2007년 12월 27일 : 특수학급 증설 인가(1학급)
- 2016년 2월 23일 : 이전 개교식
- 2023년 9월 1일 : 제36대 신광덕 교장 취임
- 2024년 2월 7일 : 제78회 졸업식(223명, 누계 24,854명)
- 2024년 3월 11일 : 2024학년도 입학식(246명)

## 참고 자료
- 홍성고등학교 - 한국교육학술정보원 학교알리미